# مايك بارنارد
مايك بارنارد (بالإنجليزية: Mike Barnard)‏ هو لاعب كريكت ولاعب كرة قدم بريطاني، ولد في 18 يوليو 1933 في بورتسموث في المملكة المتحدة، وتوفي في 18 ديسمبر 2018 بسبب أمراض دماغية وعائية. لعب مع نادي مقاطعة هامبشاير للكريكت ‏.

## وصلات خارجية
- مايك بارنارد على موقع إي آس بي آن كريك إنفو (الإنجليزية)
- مايك بارنارد على موقع قاعدة بيانات كرة القدم.إي يو (الإنجليزية)